# Lobelia cordifolia
Lobelia cordifolia là loài thực vật có hoa trong họ Hoa chuông. Loài này được Hook. & Arn. mô tả khoa học đầu tiên năm 1838.